# Timok
Der Timok (kyrillisch Тимок, rumänisch Timoc) ist ein rechter Nebenfluss der Donau. Der Name Timok leitet sich vom ursprünglichen lateinischen Namen Timacus ab.
Der Fluss fließt durch Serbien, die letzten 15 Kilometer des Flusses bilden die natürliche Grenze zum Nachbarland Bulgarien. Die Einmündung in die Donau liegt exakt im äußersten Nordwestzipfel Bulgariens und stellt den nördlichsten Punkt Bulgariens dar.
Der Fluss wird aus mehreren kürzeren Flüssen gebildet, die alle den Namen Timok tragen. Die längste Flussstrecke ist 203 Kilometer lang. Sie beginnt am Flussabschnitt Svrljiški Timok, dem am weitesten entfernte Quellpunkt des Timok, und reicht bis zur Mündung in die Donau. Der Abschnitt an der Mündung in die Donau heißt Veliki Timok (deutsch: Großer Timok). Seit 2006 ist der Fluss Namensgeber für die Timok Cove, eine Bucht von Rugged Island in der Antarktis.

## Zuflüsse und Verlauf

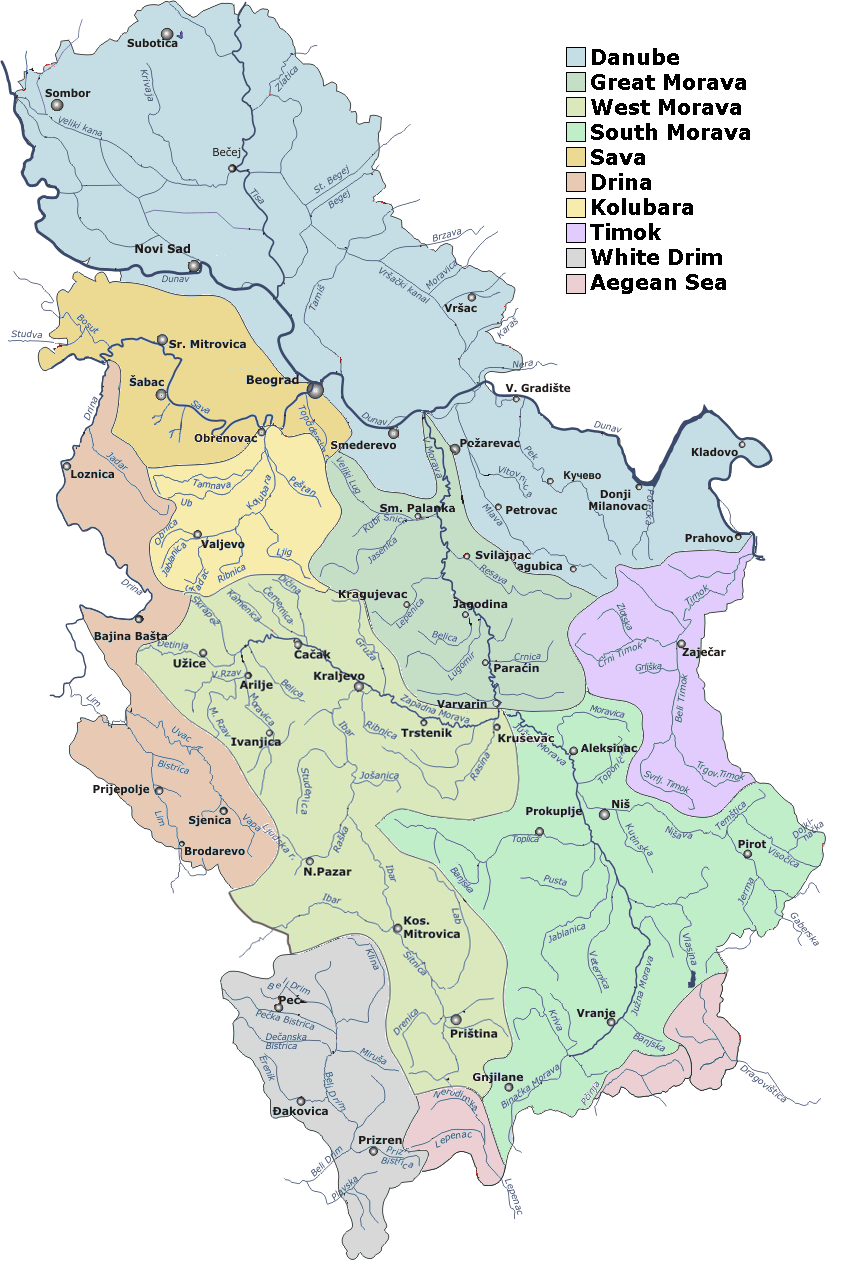
Übersichtskarte der Flüsse Serbiens

Der Timok entsteht aus dem Zusammenfluss mehrerer Zuflüsse, die alle Timok im Namen tragen: Der östliche Zufluss ist der in den westlichen Ausläufern des Balkangebirges entspringende Trgoviški Timok. Er entspringt an zwei Quellen, die nordwestlich des Midschur-Gipfels liegen. Der Teil dieses westlichen Balkangebirges wird auch als Tschiprowsko-Berkowska-Planina (bulgarisch Чипровско-Берковската планина) bezeichnet. Das Gebirge ist nach dem Dorf Tschiprowzi und der Stadt Berkowiza benannt.

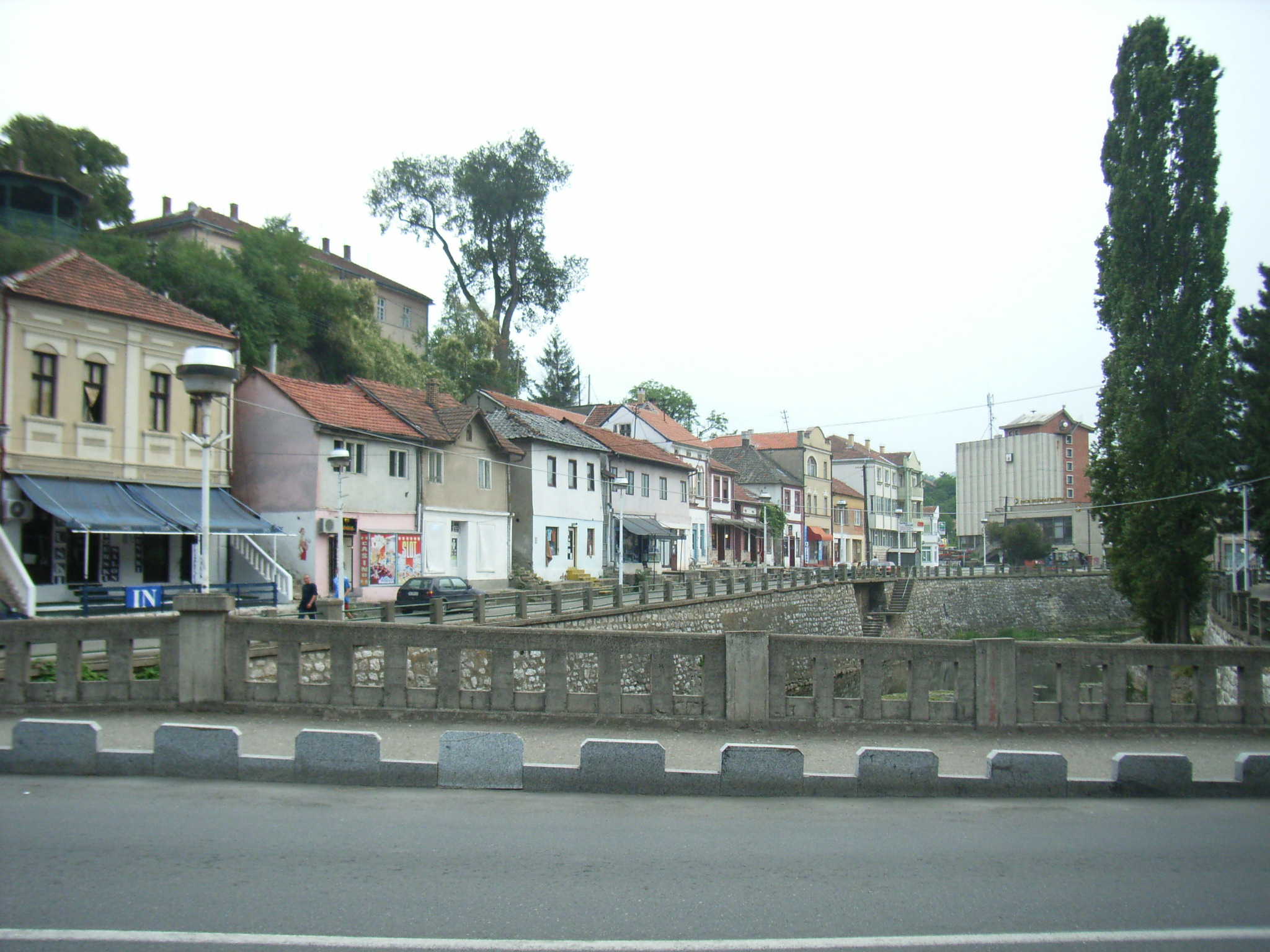
Der Beli Timok in Knjaževac

Der Trgoviški Timok vereinigt sich in Knjaževac mit dem von links zufließenden Svrljiški Timok zum Beli Timok (deutsch: Weißer Timok). Der Fluss fließt weiter nach Norden. In Zaječar fließt ebenfalls von links der Crni Timok (deutsch: Schwarzer Timok) dazu. Ab hier wird der Fluss dann nur noch Timok oder auch Veliki Timok (deutsch: Großer Timok) genannt.
Etwa acht Kilometer nördlich von Zaječar fließt noch die von Bor kommende Boreka zu.
Die Gesamtlänge des Flusses beträgt einschließlich seiner Zuflüsse etwa 200 km, sein Einzugsgebiet umfasst eine Fläche von 4630 km². Im Unterlauf beträgt die durchschnittliche Wasserführung 31 m³/s.
Der Timok war auch namensgebend für die Region Timočka Krajina, die das Einzugsgebiet des Timoks umfasst.

## Wirtschaft
Am Unterlauf des Flusses gibt es bedeutende Erz- und Braunkohlevorkommen. Der Abbau dieser Vorkommen, insbesondere um Bor, beeinträchtigt die Wasserqualität des Timok stark.